# Discicristata
Discicristata es un grupo de protistas incluido en Excavata. Es un grupo robusto constituido sobre la base de análisis filogenéticos multigen, que contiene a Percolozoa (=Heterolobosea) y Euglenozoa. Los dos grupos son bastante diferentes, pero se caracterizan por la presencia de mitocondrias con crestas discoidales, algunas veces secundariamente alteradas.